# Andromaque (opera)

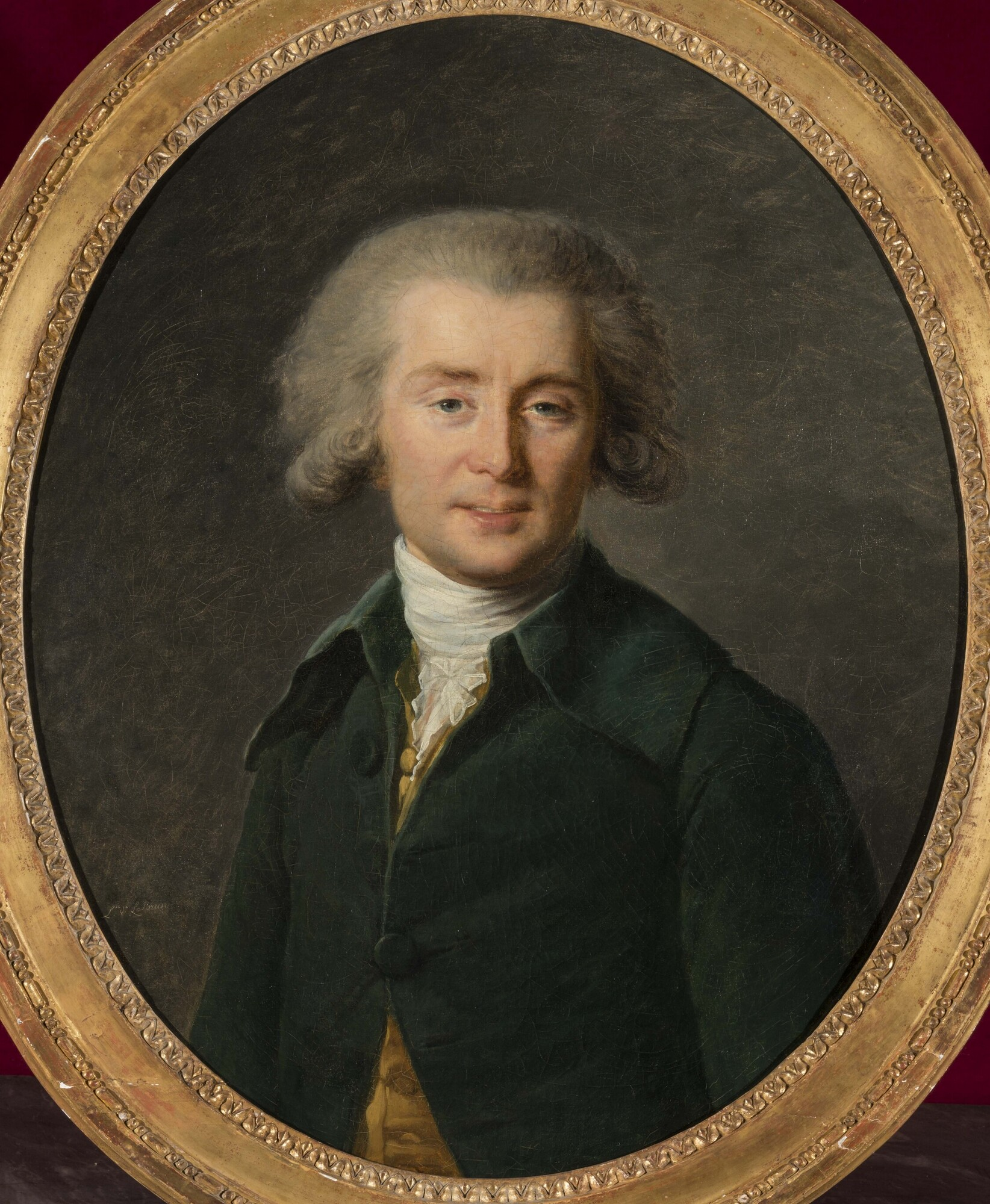
André Grétry

Andromaque är en opera i tre akter med musik av André Ernest Modeste Grétry och libretto av Louis-Guillaume Pitra efter en bearbetning av Jean Racines pjäs Andromaque. Operan hade premiär den 6 juni 1780 och framfördes av Académie Royale de Musique (Parisoperan) i Salle du Palais-Royal. Det var den enda opera som Grétry skrev i form av en tragédie lyrique. 

## Historia och uppförandehistorik
Grétry ansågs som samtidens ledande kompositöre av opéra comique och Andromaque var hans enda tragiska opera för Académie Royale de Musique. Under 1770-talet hade Christoph Willibald Gluck skapat en rad berömda verk för Académie, däribland Iphigénie en Aulide, Armide and Iphigénie en Tauride. Ledaren för Académie, Jacques de Vismes, hade från början tänkt att librettot till Iphigénie en Tauride skulle tonsättas av Grétry innan han gav det till Gluck. Grétry var olycklig över händelsernas utgång och som kompensation erbjöd de Vismes honom chansen att tonsätta en bearbetning av Racines Andromaque (1667). Detta var en del av tidens fascination att använda de franska klassiska teaterpjäserna som bas för libretton; andra exempel är Glucks Iphigénie en Aulide (byggd på Racine), Sacchinis Chimène och Salieris Les Horaces (båda efter verk av Corneille). Andromaque utgjorde en särskild utmaning då den var en av de mest kända och framförda verket i den franske repertoaren. Grétry förlitade sig på poeten Louis-Guillaume Pitra att korta ned och omarbeta Racines tragedyi. Grétry arbetade snabbt med musiken och slutförde den inom 30 dagar. Som han skrev i sina memoarer: "Författaren till texten, Pitra, var med mig hela tiden. Jag skrev den i en följd hänförd av skönheten och pulsen i handlingen."
Processen med att sätta upp det färdiga verket på scenen gick desto mer långsamt. Académie Royale de Musique hade ursprungligen intentionen att framföra Andromaque i maj 1778, men en dispyt uppstod med teatern Comédie-Française, som hävdade att de hade rättigheterna till Racines pjäser. Så fort bråket var över framflyttades premiären till april 1780 men än en gång fick premiären skjutas upp då sopranen Rosalie Levasseur, som var tänkt att sjunga titelrollen, blev sjuk. Premiären kunde slutligen äga rum den 6 juni 1780. Publikreaktionen var blandad. Verket kritiserades för att innehålla för många körer, för få danser och ett alltför tragiskt slut. Kritikerna gillade inte Grétrys genreändring från lättheten i hans opéras comiques. La Harpe klagade över att Grétry hade "lämnat sin vanliga genre för Glucks, en ändring som inte är till hans fördel. I detta verk finns inget annat än gällt och tröttsamt oljud." Grétry svarade med att omarbeta akt III och lade till en spektakulär bröllopsscen för att ge operan ett lyckligt slut. Den andra versionen framfördes 1781 till större succé, men speltiden fick kortas ned på grund av en eldsvåda på teatern och Andromaque.
Den svenska premiären skedde den 3 november 1785 på det Gustavianska operahuset i Stockholm. Översättningen var gjord av Johan Henric Kellgren (Akt I), Adolf Fredrik Ristell (Akt II) och Abraham Niclas Clewberg (efter adlande 1789 Edelcrantz) (Akt III). Operan spelades åtta gånger fram till 1799.

## Personer
| Roller                  | Stämma  | Premiärbesättning 6 juni 1780 |
| ----------------------- | ------- | ----------------------------- |
| Andromaque (Andromache) | sopran  | Rosalie Levasseur             |
| Pyrrhus                 | tenor   | Joseph Legros                 |
| Hermione                | sopran  | Marie-Joséphine Laguerre      |
| Oreste (Orestes)        | baryton | Henri Larrivée                |
| Phoenix                 |         |                               |

## Handling
Denna handling bygger på första versionen (juni 1780).

### Akt 1
Scen: Pyrrhus palats
Hermione är förälskad i Pyrrhus men han är förälskad i Andromaque, änkan till den trojanske hjälten Hektor. Ledda av Oreste (som är förälskad i Hermione) vill grekerna döda Andromaques och Hektors son Astyanax för att förhindra att han hämnas Trojas fall när han växer upp. Pyrrhus vägrar utföra dådet vilket bara omöjliggör att kunna vinna Andromaques kärlek, så han vänder sig till Hermione istället.

### Akt 2
Scen: Porten
Oreste är rasande på Pyrrhus och planerar att själv röva bort Hermione. Hermione förkastar Andromaques önskan att rädda hennes son. Andromaque ber åter igen Pyrrhus att skona Astyanax. Pyrrhus säger att han ska göra det endast om Andromaque går med på att gifta sig med honom. Andromaque går med på det men bestämmer att begår självmord innan bröllopet ägt rum. När Hermione hör att Pyrrhus nu ämnar äkta Andromaque blir hon rasande och beordrar Oreste att döda Pyrrhus. 

### Akt 3
Scen: Hektors grav
Andromaque kommer för att be vid Hektors grav en sista gång. Vid bröllopsfesten lovar Pyrrhus att han ska bli en god far till Astyanax och att han ska göra honom till kung av Troja. Detta sporrar de rasande grekerna att döda Pyrrhus. Oreste tillkännager Pyrrhus död för Hermione som förfäras. Hon begår självmord över Pyrrhus lik. Oreste blir förtvivlad och blir galen.

## Inspelning
- Andromaque Karine Deshayes, Maria Riccarda Wesseling, Sébastien Guèze, Tassis Christoyannis, kör och orkester från Le Concert Spirituel, dirigerad av Hervé Niquet (Glossa, 2010)